# مادور باندارکار
مادور باندارکار (انگلیسی: Madhur Bhandarkar؛ زادهٔ ۲۶ اوت ۱۹۶۸) کارگردان فیلم اهل هند است. وی برنده جایزه ملی فیلم بهترین کارگردانی شده‌است.